# Carposina viridis
Carposina viridis (tên tiếng Anh: Green Carposinid Moth) là một loài bướm đêm thuộc họ Carposinidae. Nó là loài đặc hữu của Kauai và Oahu.
Ấu trùng ăn Cyrtandra cordifolia. The larvae bore in the stem of their host plant.